# 文德尔斯海姆
文德尔斯海姆是德国莱茵兰-普法尔茨州的一个市镇。总面积12.56平方公里，总人口1414人，其中男性719人，女性695人（2011年12月31日），人口密度113人/平方公里。